# A Outra Face de Anita
A Outra Face de Anita é uma telenovela brasileira produzida pela extinta TV Excelsior e exibida de 28 de julho a 25 de setembro de 1964 no horário das 19 horas, totalizando 51 capítulos. Foi escrita por Ivani Ribeiro e dirigida por Dionísio Azevedo, baseada no romance Presença de Anita, de Mário Donato.

## Trama
Anita (Flora Geny) traz sérias complicações a uma família tradicional, principalmente com as chantagens que Otávio (Walter Avancini) lhe faz e do seu caso de amor com um homem casado, Dr. Artur (Fúlvio Stefanini).

## Produção
Memorável trabalho de Flora Geny vivendo uma mulher má com cara de anjo. Bentinho, como o autista Victor, também conseguiu grande projeção. Por sua atuação Fúlvio Stefanini foi premiado com o Troféu Imprensa de revelação masculina na TV em 1964. As cenas finais, passadas em julgamento, foram antológicas. Após o final da novela, o diretor Dionísio Azevedo transformou o roteiro da novela em um filme: O Anjo Assassino, que chegou aos cinemas em 1967.

## Elenco
| Ator/Atriz       | Personagem |
| ---------------- | ---------- |
| Flora Geny       | Anita      |
| Fúlvio Stefanini | Dr. Artur  |
| Armando Bógus    | Hugo       |
| Lourdes Rocha    | Irene      |
| Nívea Maria      | Patrícia   |
| Maria Tereza     | Júlia      |
| David Neto       | Alberto    |
| Célia Coutinho   | Eliane     |
| Riva Nimitz      | Tute       |
| Hugo Santana     | Mário      |
| Walter Avancini  | Otávio     |
| Bentinho         | Vítor      |
| Lídia Costa      | Virgínia   |
| Paulo Villa      | Roberto    |
| Wilma de Aguiar  |            |
| Jacira Sampaio   |            |